# Anomala digitata
Anomala digitata är en skalbaggsart som beskrevs av Frey 1976. Anomala digitata ingår i släktet Anomala och familjen Rutelidae. Inga underarter finns listade i Catalogue of Life.